# Deion Mikesell
Pas d'image ? Cliquez ici

a Compétitions nationales et continentales officielles uniquement.

b Matchs officiels uniquement.
Dernière mise à jour le 3 janvier 2023.
Deion Mikesell est un joueur américain de rugby à XV. Il joue au poste d'ailier. 

## Biographie
Deion Mikesell pratique d'abord le football américain et la lutte. Il découvre le rugby au sein de son lycée, le Southern Polks High School de Pleasant Hill, Iowa. Au lycée, il ne pratique que le rugby à sept, et est le joueur vedette de son équipe. Courtisé par plusieurs universités de haut rang pour ses prestations aussi bien en football qu'en lutte, il choisit finalement de rester au sein du rugby et rejoint la Lindenwood University (en), basée dans le Missouri. Pendant son cursus universitaire, il est sélectionné avec la sélection américaine, devenant ainsi l'un des plus jeunes international américain,.
Après son diplôme, il part en Europe et intègre le centre de formation de l'ASM Clermont Auvergne sur un contrat court. Il dispose d'un accord de principe avec les Gold de La Nouvelle-Orléans pour son retour au pays, mais signe finalement avec les Sabercats de Houston pour la saison 2019 de la Major League Rugby. Il joue 9 matchs avec les Sabercats et inscrit 3 essais. 
La saison suivante, il quitte Houston et rejoint les Free Jacks de la Nouvelle-Angleterre. Après une saison écourtée où il ne peut jouer que 5 matchs, il retourne en France et rejoint l'US Carcassonne en Pro D2. Disposant de peu de temps de jeu, il n'est pas conservé par le club, et met un terme à sa carrière.

## Statistiques

### En club
| 2019      | Sabercats de Houston                 | 9  | 15 |
| 2020      | Free Jacks de la Nouvelle-Angleterre | 5  | 10 |
| 2020-2021 | US Carcassonne                       | 7  | 5  |
| 2019-2021 | Total                                | 21 | 30 |

### En sélection
| Année | Compétition | Matchs | Points | Essais | Transf. | Drops | Pénal. |
| ----- | ----------- | ------ | ------ | ------ | ------- | ----- | ------ |
| 2016  | ARC 2016    | 1      | 5      | 1      | -       | -     | -      |
| 2017  | ARC 2017    | 1      | -      | -      | -       | -     | -      |
| Total | Total       | 2      | 5      | 1      | -       | -     | -      |

| Essai | Adversaire | Lieu                      | Compétition | Date        | Résultat | Score |
| ----- | ---------- | ------------------------- | ----------- | ----------- | -------- | ----- |
| 1     | Uruguay    | Stade Charrúa, Montevideo | ARC 2016    | 5 mars 2016 | Défaite  | 29-25 |